# Piaskownica (środowisko testowe)
Piaskownica (ang. sandbox) – pojęcie z informatyki i inżynierii oprogramowania opisujące środowisko testowe, zaprojektowane do celu prowadzenia dobrze izolowanych eksperymentów na nieprzetestowanych obiektach (np. programach); ułatwia rozwój oprogramowania i kontrolę wersji.
Koncepcja piaskownicy (realizowana np. jako katalog roboczy, serwer testowy lub serwer programistyczny) może być wbudowana w oprogramowanie do kontroli wersji, takie jak CVS i SVN, przy pomocy którego programiści rozwijają i testują eksperymentalną gałąź drzewa kodu źródłowego. Po pełnym przetestowaniu zmian w kodzie, fragment poddawany testom może zostać scalony z innymi wersjami kodu w repozytorium, tym samym udostępniając zmiany innym programistom pracującym nad tym samym programem.